# Cendrillon (opera)

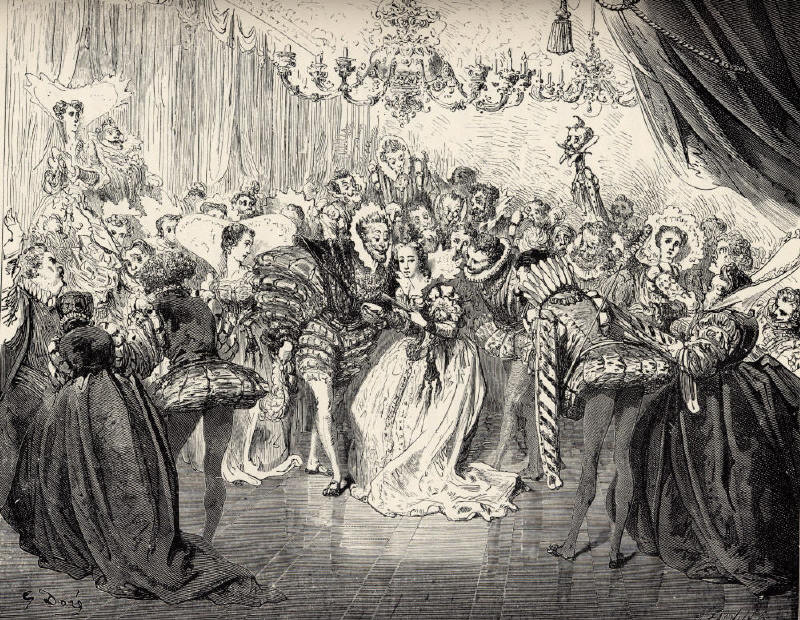
Assepoester, schilderij van Gustave Doré, 1897

Cendrillon (Assepoester) is een opera in vier bedrijven. Jules Massenet heeft het in 1894 en 1895 geschreven aan de hand van het klassieke sprookje. Vier jaar na voltooiing, op 24 mei 1899, is het stuk in première gegaan in de Théâtre national de l'Opéra-Comique te Parijs.
De Nederlandse theatergroep `Operazuid` draaide deze productie in 2008 een tiental keer in verschillende Nederlandse theaters.
In het originele stuk wordt de rol van de prins (prince charmant) vertolkt door een vrouw, een sopraan om precies te zijn.

## Synopsis
Het hele verhaal speelt zich af in de achttiende eeuw.
Lucette is het sloofje van het huis. Haar vader, stiefmoeder en twee stiefzussen vertrekken naar het galabal van de koning. Lucette gaat ondertussen schoonmaken, omdat ze haar familie niet mag vergezellen naar het bal. Dan komt de fee tevoorschijn. Deze tovert met behulp van haar hulpjes Lucette om in een prachtige dame. Ze gaat vervolgens naar het bal, waar ze meteen in de smaak valt van de prins. De fee had als voorwaarde dat Lucette om middernacht terug was. Doordat ze zich moest haasten, verliest ze haar muiltje. De prins is radeloos van verliefdheid. Als haar ouders en zussen terugkeren is huis, wordt de avond geëvalueerd door hun. Er blijkt een indringer op het galabal verschenen te zijn, welke alle aandacht van de prins opslurpte. De prins schonk hierdoor geen aandacht meer aan Lucettes zussen, Noémie en Dorothée. De vader Pandolfe vindt het nu welletjes geweest en zet zijn vrouw en stiefdochters het huis uit. Als Lucette daarna in slaap valt, heeft ze een droom. In deze droom komen de prins en zij weer tezamen. Dan wordt het hele land bekendgemaakt, dat de prins op zoek is naar de dame die het verloren muiltje past. Lucette past de schoen en de stiefmoeder draait bij.